# Søren Kierkegaard e Friedrich Nietzsche
Friedrich Nietzsche sabia pouco sobre o filósofo do século XIX, Søren Kierkegaard. Georg Brandes, um filósofo dinamarquês, escreveu a Nietzsche em 1888 pedindo-lhe que estudasse as obras de Kierkegaard, ao que Nietzsche respondeu que sim.
Pesquisas recentes, no entanto, sugerem que Nietzsche foi exposto às obras de Kierkegaard por meio da literatura secundária. Além de Brandes, Nietzsche possuía e lia uma cópia da Christliche Ethik de Hans Lassen Martensen (1873), na qual Martensen citou e escreveu extensivamente sobre o individualismo de Kierkegaard na ética e na religião. Nietzsche também leu Psychologie de Harald Høffding em Umrissen auf Grundlage der Erfahrung (ed. 1887), que expôs e criticou a psicologia de Kierkegaard. Thomas Brobjer acredita que uma das obras que Nietzsche escreveu sobre Kierkegaard está em Morgenröthe, que foi parcialmente escrita em resposta ao trabalho de Martensen. Em uma das passagens, Nietzsche escreveu: "Aqueles moralistas, por outro lado, que, seguindo os passos de Sócrates, oferecem ao indivíduo uma moralidade de autocontrole e temperança como um meio para seu próprio benefício, como sua chave pessoal para a felicidade, são as exceções." Brobjer acredita que Kierkegaard é um desses "moralistas".
O primeiro estudo filosófico comparando Kierkegaard e Nietzsche foi publicado antes mesmo da morte de Nietzsche. Mais de 60 artigos e 15 estudos completos foram publicados dedicados inteiramente na comparação desses dois pensadores.